# 羅湖橋

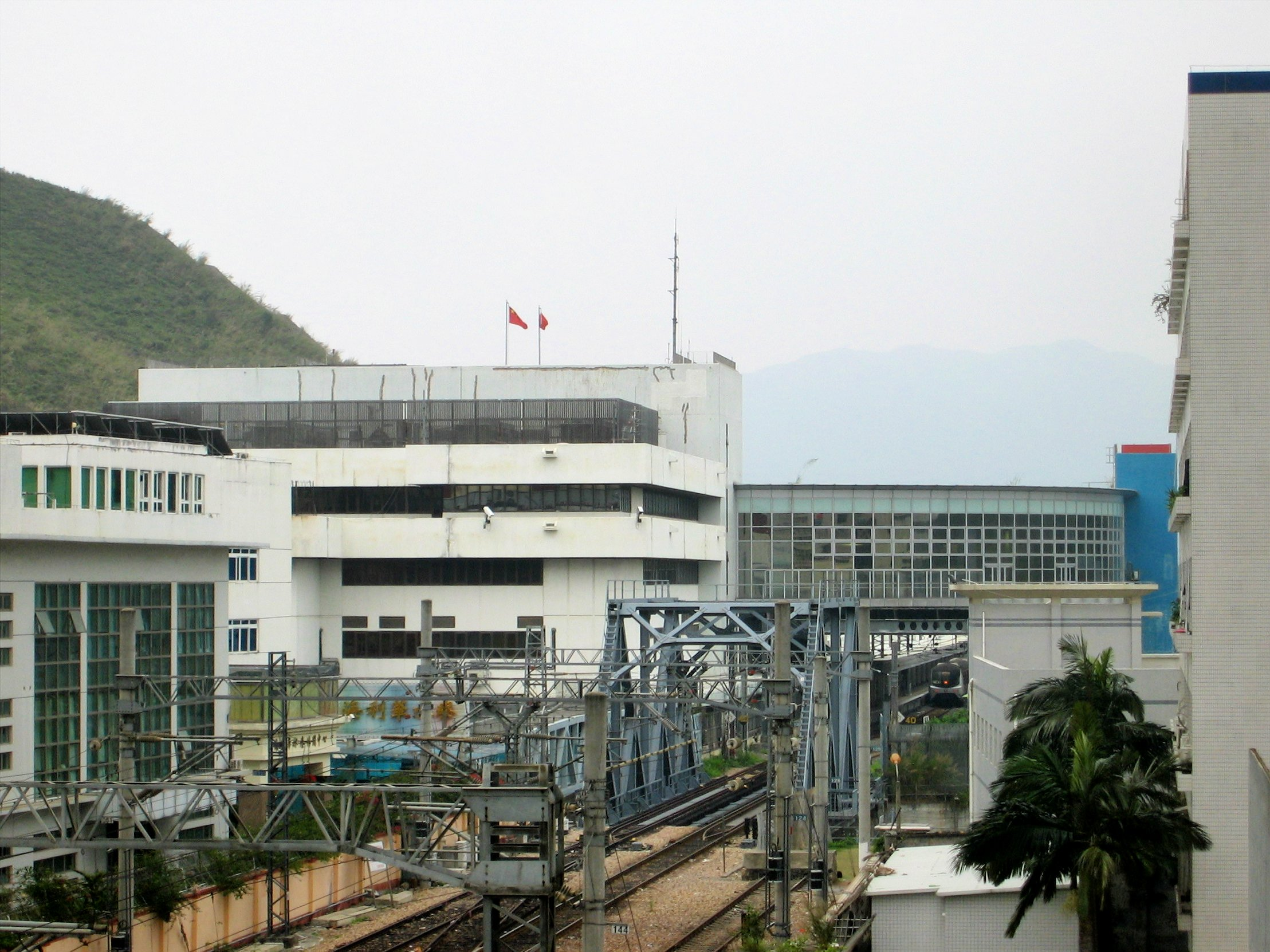
从深圳望向罗湖桥

羅湖橋（英語：Lo Wu Bridge）位於深圳河之上，是廣東省深圳市和香港特別行政區兩個行政區之間的一座橋樑，亦是連接中國内地和香港唯一一座鐵路橋，也是兩地複線的鐵路通道。羅湖鐵路橋前身是一條行人木橋，建於清朝末年，之後開通的鐵路橋則幾經拆卸及重建。

## 历史

### 第一代

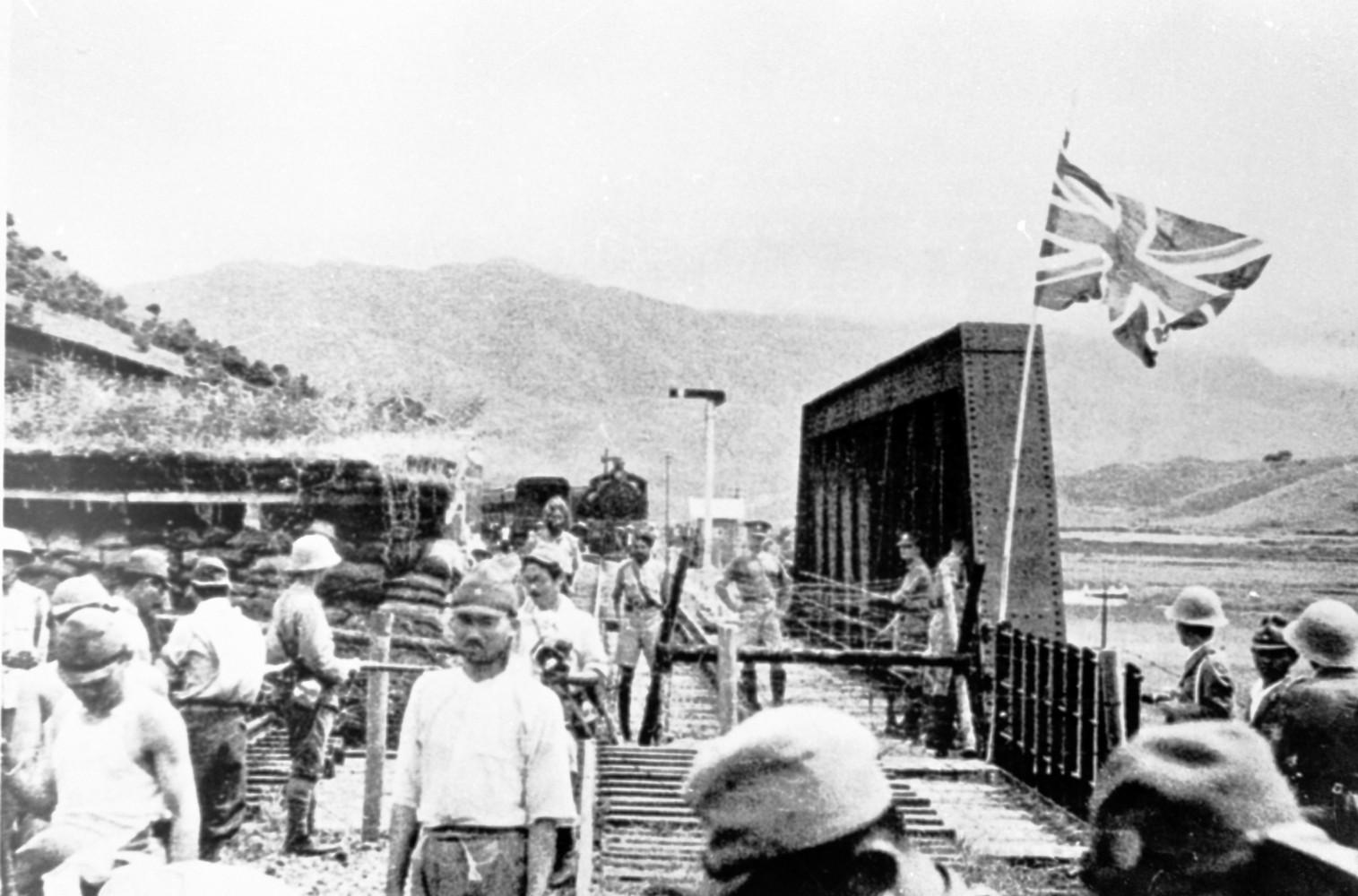
1938年10月21日日軍攻克廣州。後來於11月初，日軍封鎖香港和中華民國廣東省寶安縣邊界的羅湖橋，並與駐港英軍對峙。圖中可見當時中港邊界位於羅湖橋的北岸橋頭，即以深圳河北岸為實際邊界線。此照片拍攝時位於深圳河以北的寶安縣一側。

第一代羅湖鐵路橋建於1906年，並於1909年建成，連同九廣鐵路於1910年啟用。1938年10月，日軍在大亞灣登陸後迅速佔領深圳及廣州，日軍同時封鎖香港邊境並與保護香港邊界的英軍對峙，英軍為防日軍突襲，在羅湖橋架設鐵絲網及路障。日本在1941年12月8日凌晨發動太平洋戰爭並偷襲珍珠港，駐港英軍截獲日本已經向英國開戰的通訊後，便下令在邊境的皇家工兵即時拆毀羅湖橋，以拖慢日軍入侵香港的速度，使清晨抵達深圳河的日軍隊列需要搭建臨時橋樑渡河。日軍於佔領香港後曾重建鐵路橋，但日軍撤退時又將橋炸毀。

### 第二代
1945年香港重光後，港府著手重建羅湖橋。

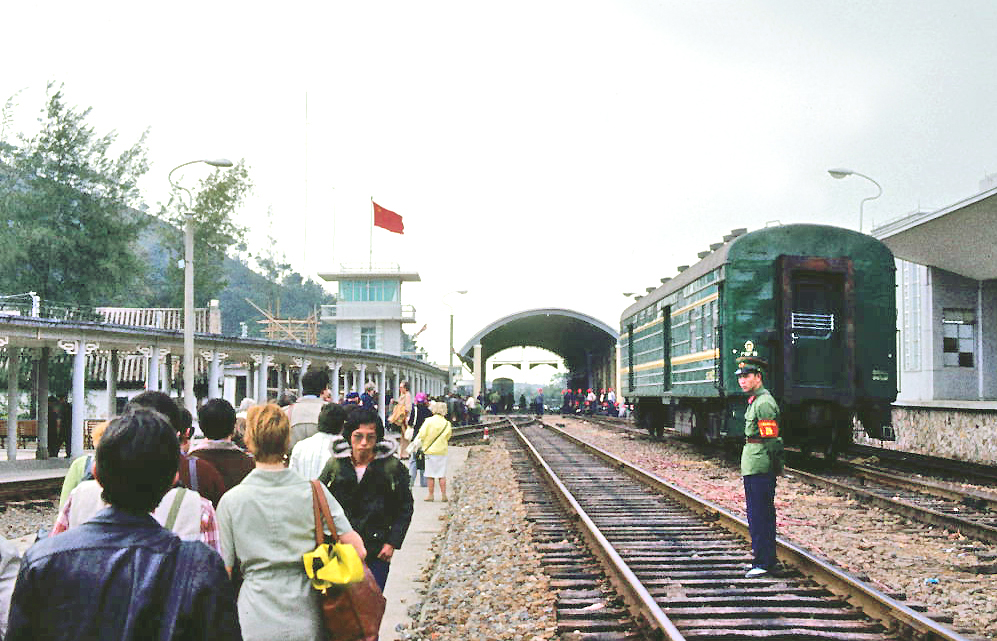
1978年的罗湖桥北端

1949年中華人民共和國成立後，邊境被關閉，長32米的鐵路橋於1957年完工，但因為文化大革命等原因，香港邊境處於封鎖狀態，所以鐵路橋當時並沒有客運火車使用，而獲批准過境的人士則可徒步過橋。由於在1960及70年代申請跨境的手續相當繁複，所以當時的跨境人數也極為有限。廣九直通車則要到1979年4月才恢復通車，而行人專用的羅湖橋於1985年建成。

### 第三代

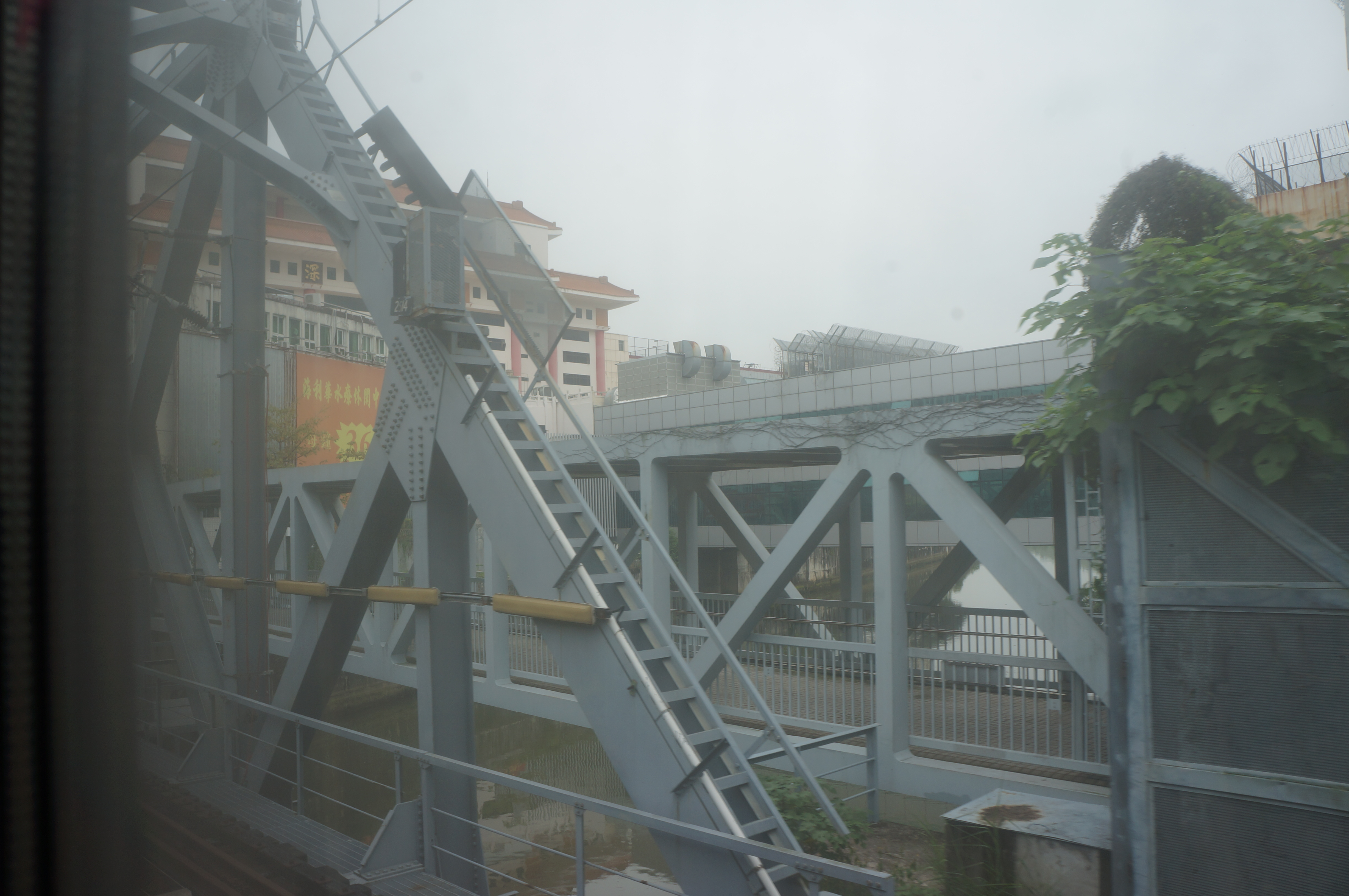
一列广九直通车通过罗湖铁路桥进入香港境内

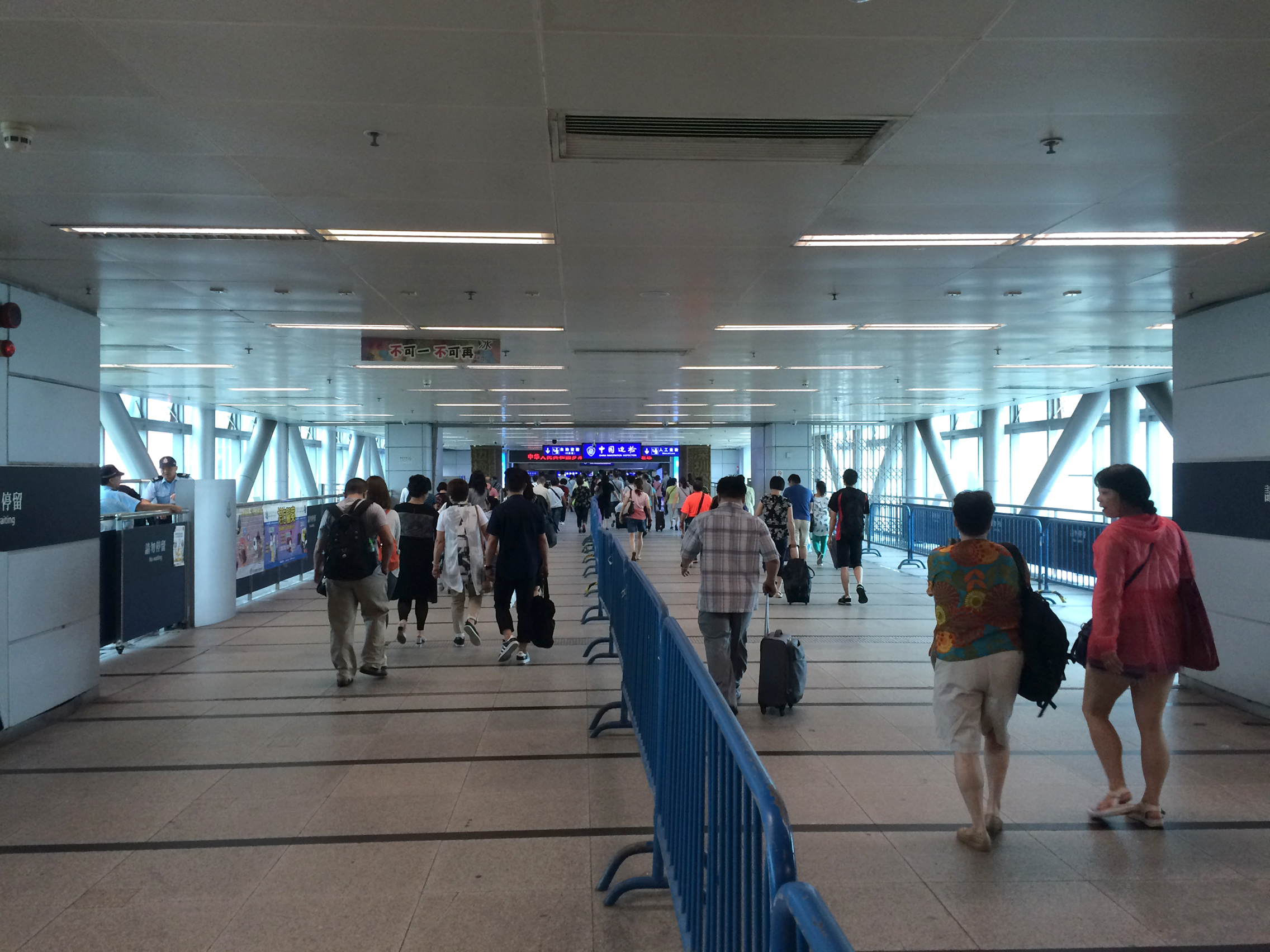
罗湖站與羅湖口岸之間的行人天桥，同樣位於深圳河之上

2003年，深圳河因治理工程擴闊，需要換上較長的橋樑，而且第二代羅湖橋已經老化，現時的羅湖橋於2004年6月啟用。1957年建成的第二代羅湖鐵路橋，經兩地政府同意後於2003年9月被遷移到羅湖車站旁保存。
2020年1月30日，因内地2019冠状病毒病疫情，所有城际直通车暂停行驶。此后仅有极个别防疫援助列车上桥过境，其客运功能已被高铁取代，加上罗湖口岸改造计划出炉和京港滬港直通車提升為高鐵臥鋪。